# Artificial Heart
 (mars 2024).
Si vous disposez d'ouvrages ou d'articles de référence ou si vous connaissez des sites web de qualité traitant du thème abordé ici, merci de compléter l'article en donnant les références utiles à sa vérifiabilité et en les liant à la section « Notes et références ».
Albums de Jonathan Coulton
The Aftermath
(2009)
Artificial Heart est le huitième album studio de Jonathan Coulton, sorti en ligne 2 septembre 2011 et en magasins le 8 novembre 2011. 

## Liste des titres
| 1.    | Sticking It to Myself                           | 2:19 |
| 2.    | Artificial Heart                                | 2:33 |
| 3.    | Nemeses (interprété par John Roderick)          | 3:01 |
| 4.    | The World Belongs to You                        | 2:11 |
| 5.    | Today with Your Wife                            | 2:57 |
| 6.    | Sucker Punch                                    | 1:42 |
| 7.    | Glasses                                         | 2:47 |
| 8.    | Je Suis Rick Springfield                        | 2:28 |
| 9.    | Alone at Home                                   | 2:02 |
| 10.   | Fraud                                           | 3:00 |
| 11.   | Good Morning Tucson                             | 2:27 |
| 12.   | Now I Am an Arsonist (en duo avec Suzanne Vega) | 2:53 |
| 13.   | Down Today                                      | 2:22 |
| 14.   | Dissolve                                        | 2:58 |
| 15.   | Nobody Loves You Like Me                        | 4:15 |
| 16.   | Still Alive (interprété par Sara Quin)          | 4:15 |
| 17.   | Want You Gone                                   | 2:22 |
| 18.   | The Stache                                      | 3:00 |
| 47:38 |                                                 |      |

## Accompagnement
- Chris Anderson : basse
- Marty Beller : batterie
- Mauro Refosco : percussions
- Joe McGinty : synthétiseur
- Jon Spurney : synthétiseur
- Suzanne Vega : chants sur Now I Am An Arsonist
- Sara Quin : chants sur Still Alive
- John Roderick : chants sur Nemeses
- Dorit Chrysler : thérémine sur Still Alive
- Stan Harrison : saxophone sur Sticking It to Myself